# Roridomyces
Roridomyces is een geslacht van schimmels behorend tot de familie Mycenaceae. De typesoort is Roridomyces roridus.

## Soorten
Volgens Index Fungorum telt dit geslacht 15 soorten (peildatum november 2023):
| Soortnaam                              | Auteur(s)                                   | Publicatiejaar |
| -------------------------------------- | ------------------------------------------- | -------------- |
| Roridomyces appendiculatus             | Rexer                                       | 1994           |
| Roridomyces austrororidus              | (Singer) Rexer                              | 1994           |
| Roridomyces glutinosus                 | (Corner) T. Bau & L.N. Liu                  | 2021           |
| Roridomyces irritans                   | (E. Horak) Rexer                            | 1994           |
| Roridomyces lamprosporus               | (Corner) Rexer                              | 1994           |
| Roridomyces mauritianus                | (Robich & Hauskn.) Hauskn. & Krisai         | 2008           |
| Roridomyces palmensis                  | (Miersch & Dähncke) Miersch & Dähncke 2010  | 2010           |
| Roridomyces phyllostachydis            | Karun., Mortimer & Axford                   | 2020           |
| Roridomyces praeclarus                 | (E. Horak) Rexer                            | 1994           |
| Roridomyces pruinosoviscidus           | (Corner) Blanco-Dios                        | 2020           |
| Roridomyces pseudoirritans             | A.A. Kiyashko                               | 2020           |
| Roridomyces roridus (Slijmsteelmycena) | (Fr.) Rexer                                 | 1994           |
| Roridomyces subglobosus                | (Berk. & M.A. Curtis) Rexer                 | 1994           |
| Roridomyces sublucens                  | (Corner) Blanco-Dios                        | 2020           |
| Roridomyces viridiluminus              | L.A.P. Dauner, Karunarathna & P.E. Mortimer | 2021           |